# 盧巴納市鎮
盧巴納市鎮 ，曾是拉脫維亞的一個市鎮，設立於2007年。盧巴納自治市位於該國東部，人口2881人，面積346.9平方公里，人口密度約8.3人/km2。
2021年7月1日，盧巴納市鎮与其它市镇一起合并至馬多納市鎮。

## 外部連結
- 马多纳市镇官方网站 （页面存档备份，存于） （拉脱维亚文） （俄文） （英文） （德文）